# SN 2004fs
SN 2004fs – supernowa typu Ia odkryta 15 października 2004 roku w galaktyce A023119-0849. W momencie odkrycia miała maksymalną jasność 22,60m.